# Ђермињага
Ђермињага (итал. Germignaga) је насеље у Италији у округу Варезе, региону Ломбардија.
Према процени из 2011. у насељу је живело 3697 становника. Насеље се налази на надморској висини од 211 м.

## Становништво
| 1936. | 1951. | 1961. | 1971. | 1981. | 1991. | 2001. | 2011. |
| ----- | ----- | ----- | ----- | ----- | ----- | ----- | ----- |
| 2.398 | 2.755 | 3.031 | 3.560 | 3.232 | 3.356 | 3.596 | 3.724 |